# Mister Rod
Mr. Rod ist eine Musikshow aus Deutschland, welche Lieder von Rod Stewart abdeckt oder neu interpretiert. Seit 2014 wird die Show weltweit aufgeführt.

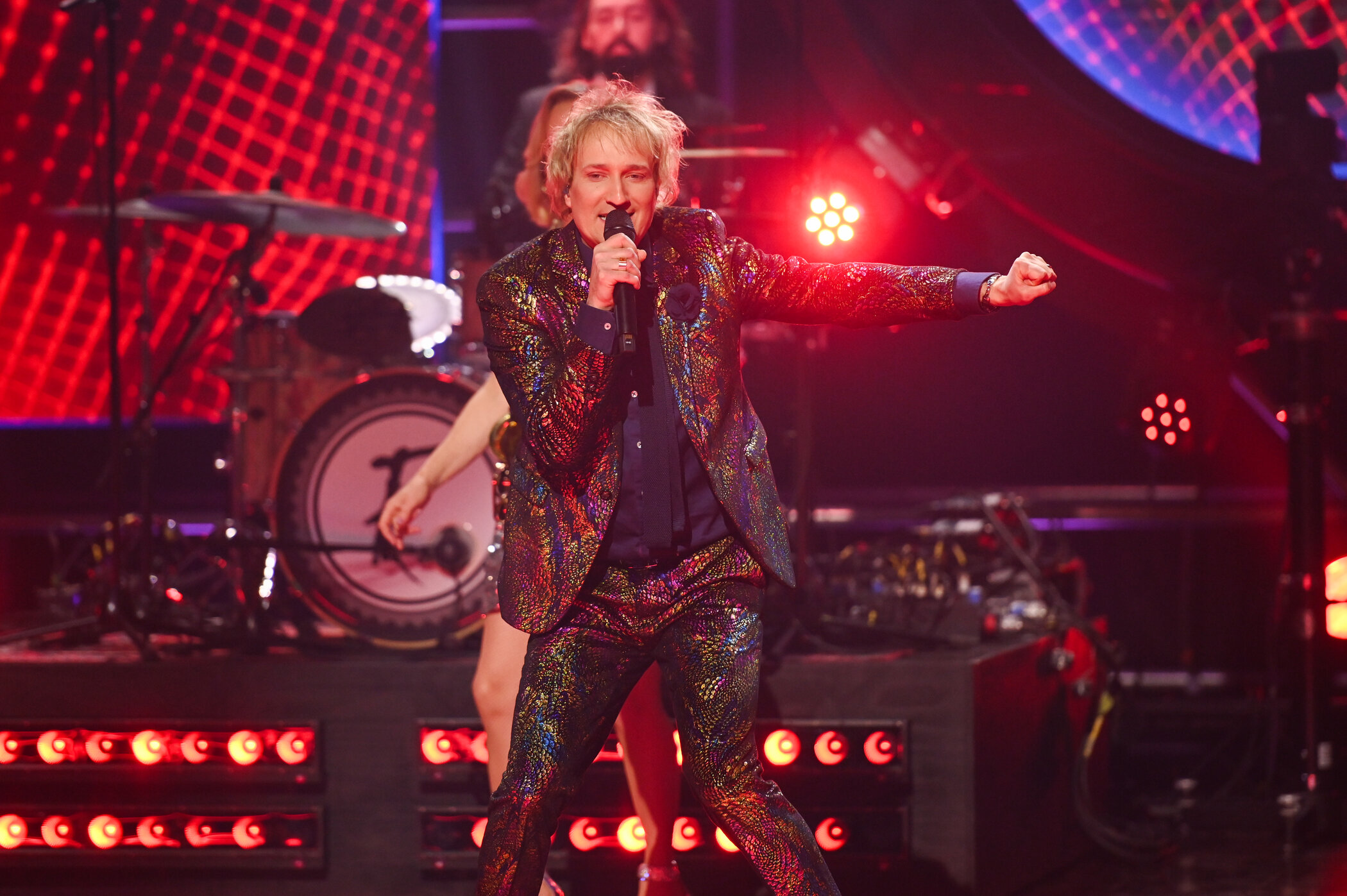
Mr. Rod bei der TV Show THE TRIBUTE in SAT.1 2024

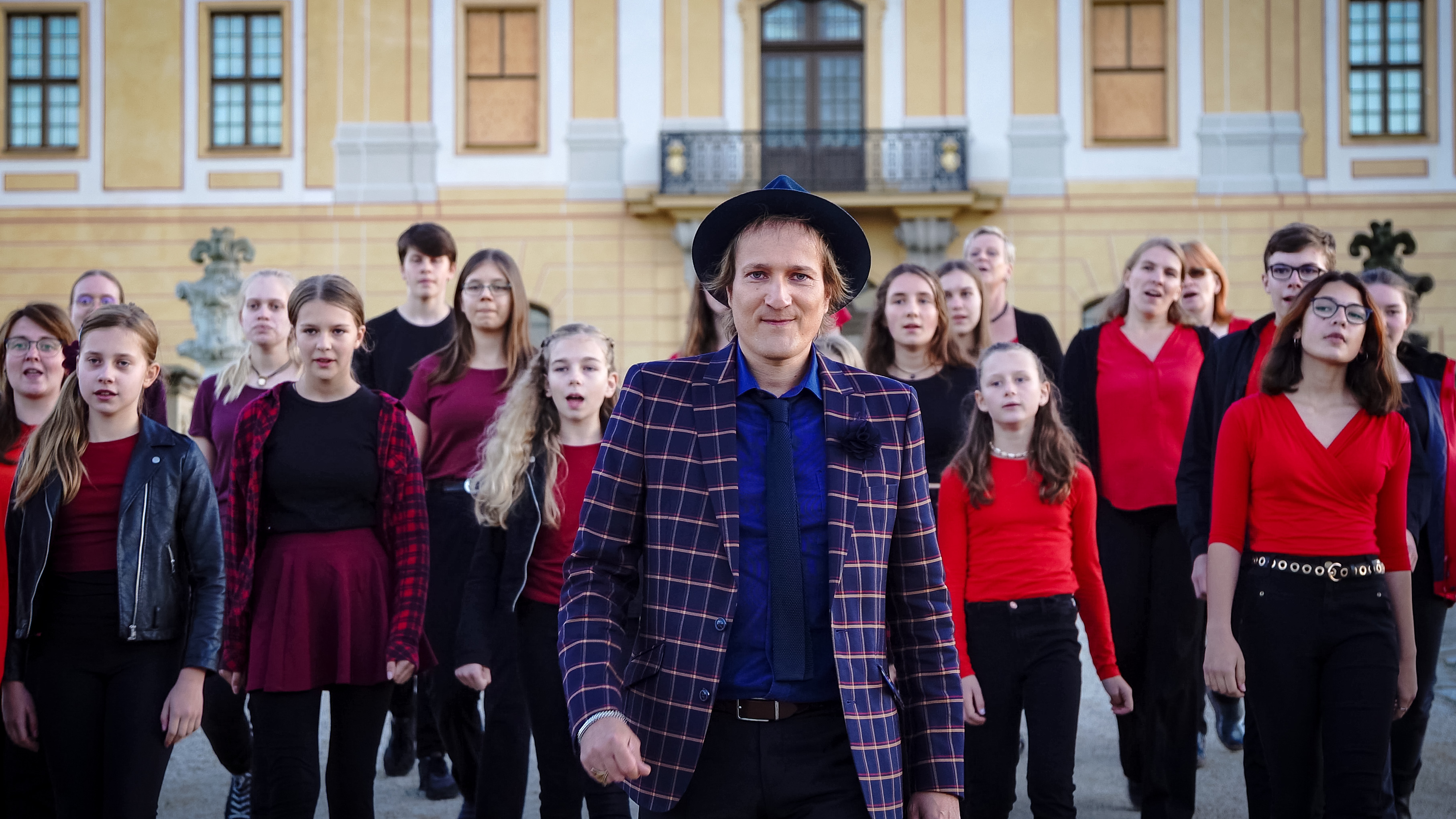
Mr. Rod beim Flashmob 2022

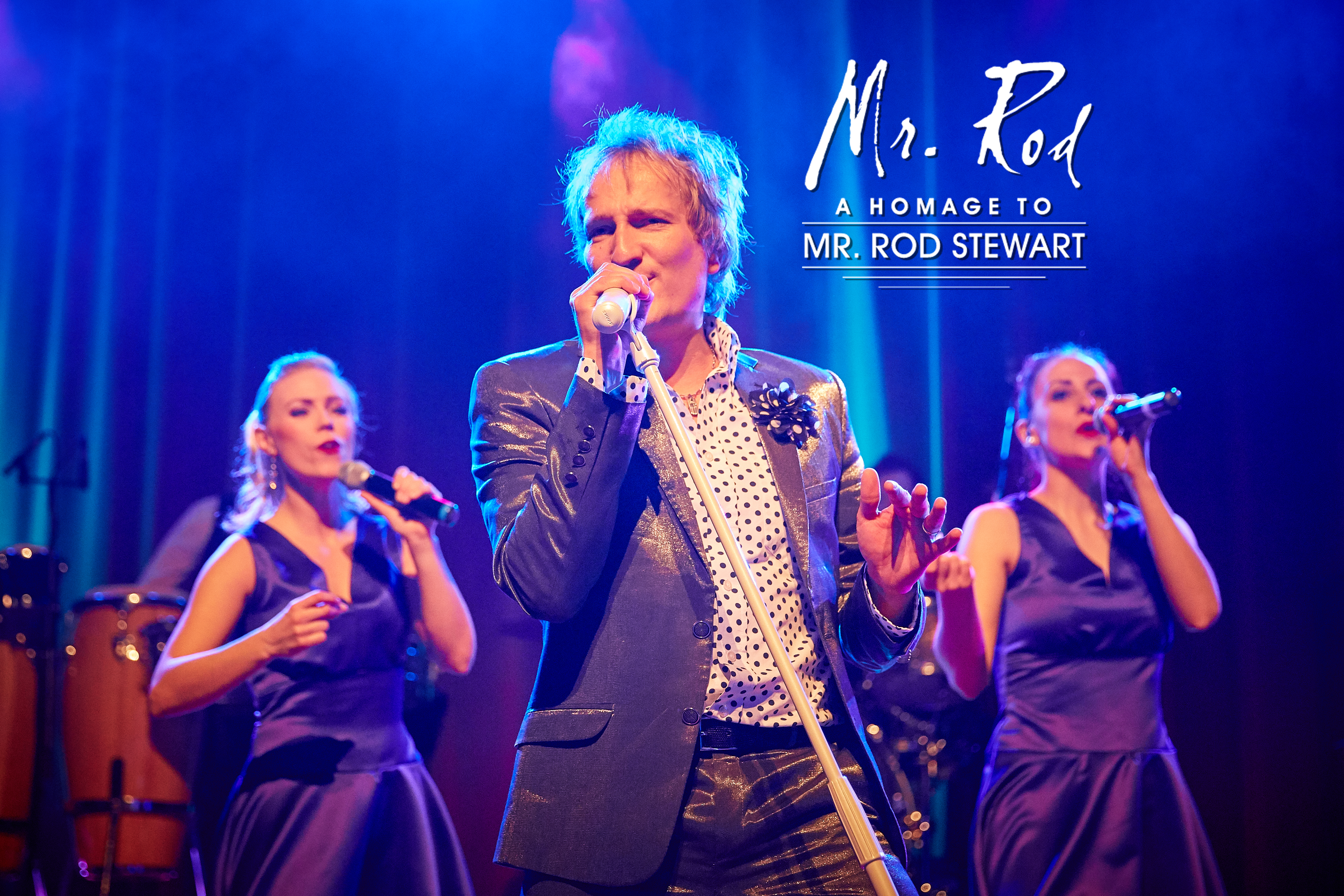
Mr. Rod in Leipzig (2015)

## Geschichte
2012 wurde die Show von Marco Woelfer zu Ehren der musikalischen Werke von Rod Stewart entworfen. Die Show setzt sich zusammen aus Marco Woelfer, als „Mr. Rod“, und einer Live-Band, bestehend aus Musikern und Sängerinnen. In der Show werden Lieder von Rod Stewart mit Geschichten aus seinem Leben verbunden und aufgeführt.
Ende 2013 autorisierte das ehem. Management (Stiefel Entertainment) von Rod Stewart offiziell die Show. Im Januar 2014 hatte die Show ihre Premiere in Singapur und kam im Juni 2014 erstmals nach Deutschland. Die Show tourte seitdem u. a. durch Großbritannien, Ostasien (Singapur, Hongkong), Nordamerika (Miami, Key West), Europa, Südamerika (Caracas), die Vereinigten Arabischen Emirate (Dubai, Abu Dhabi) und Neuseeland. Anfang 2015 entdeckte John Reid, der ehemalige Manager von Freddie Mercury und Elton John, die Show und unterstützte diese zu den Tourneen im Ausland. Die Show hatte mehrere Auftritte in Fernsehsendungen wie Nordreportage (NDR, 2014), Hier ab 4 (MDR, 2015), WDR und anderen.
2022, zum 77. Geburtstag von Rod Stewart, organisierte die Musikshow einen digitalen Fan Flashmob, der am 10. Januar 2022 veröffentlicht wurde. Hierbei wurde der Titel Sailing als Geburtstagsgeschenk an Rod Stewart von über 80 Fans aus über 15 Nationen in einem Video neu u. a. mit einem Kinderchor dargeboten. Darüber Hinaus wurden mit dem Flashmob Spenden für die Kinderprojekte an UNICEF gesammelt.
2024 war "Mr. Rod" Teil einer Musikshow in Sat.1. Bei The Tribute - Die Show der Musiklegenden treten unterschiedliche Tribute-Bands gegeneinander an und werden von einer Jury, bestehend aus Yvonne Catterfeld, Conchita Wurst und Bertram Engel, bewertet. Am Ende der Staffel wird die beste Tribute-Band Deutschlands gekürt. "Mr. Rod" stand bei der Show im Finale. 

## Fernsehauftritte
- "The Tribute - Die Show der Musiklegenden", Sat.1, 2024[3][4]
- „Nordreportage“, NDR, 2014[5]
- „Hier ab 4“, MDR, 2015
- „WDR aktuell“, WDR, 2018
- „Wir im Saarland“, SR, 2019